# Kristin Folkl
Kristin Just Folkl, coniugata Kaburakis (St. Louis, 19 dicembre 1975), è un'ex cestista ed ex pallavolista statunitense, professionista nella WNBA.